# Farm Frites
Farm Frites ist ein niederländischer Pommes-frites-Produzent, der in den 1970er Jahren vom Bauern Gerrit de Bruijne in Oudenhoorn (Gemeinde Nissewaard, Südholland) gegründet wurde.
Von Anfang an entwickelte man verschiedenste gefrorene und gekühlte Kartoffelprodukte. Inzwischen ist Farm Frites der drittgrößte Kartoffelverarbeiter Europas und ein multinationales Unternehmen mit Produktionsstätten in den Niederlanden, Belgien, Polen, Frankreich, Ägypten und Argentinien. Jährlich werden weltweit etwa 1,2 Mio. Tonnen Kartoffeln zu 600.000 Tonnen Produkten verarbeitet. Insgesamt beschäftigt das Unternehmen etwa 1.700 Mitarbeiter und vertreibt seine Produkte in 45 Länder.
2001 wurde ein Umsatz von 349 Mio. Euro erwirtschaftet. Farm Frites engagierte sich lange Jahre als Sponsor im Straßenradrennsport und sponserte dort ein Frauenteam. Farm Frites kooperiert mit Simplot, einem der größten Pommes-frites-Hersteller weltweit.